# تشارلز سومنر فروست
تشارلز سومنر فروست (بالإنجليزية: Charles Sumner Frost) هو مهندس معماري أمريكي، ولد في 31 مايو 1856 في لويستون في الولايات المتحدة، وتوفي في 11 ديسمبر 1931 في شيكاغو في الولايات المتحدة.